# Gråbladig kronbuske
Gråbladig kronbuske eller Sodomäpple (Calotropis procera) är en art i familjen oleanderväxter.

## Synonymer

### Basionym
- Asclepias procera Aiton, Hort. Kew. 1: 305. 1789.

### Synonymer
- Apocynum syriacum S.G. Gmel.
- Asclepias gigantea Jacq. nom. illeg.
- Asclepias procera Aiton
- Calotropis busseana K.Schum.
- Calotropis gigantea var. procera (Aiton) P.T. Li
- Calotropis hamiltonii Wight
- Calotropis heterophylla Wall.
- Calotropis inflexa Chiov.
- Calotropis persica Gand.
- Calotropis procera subsp. hamiltonii (Wight) Ali
- Calotropis syriaca (S.G.Gmelin) Woodson
- Calotropis wallichii Wight
- Madorius procerus (Aiton) Kuntze